# مهرداد خوشبخت
مهرداد خوشبخت (زاده ۱۲ شهریور ۱۳۴۸) در آبادان. فارغ‌التحصیل دوره سینمای جوان خوزستان از کارگردانان و تدوینگران سینمای ایران است. اولین کار جدی اش در عرصه کارگردانی، ساخت فیلم تلویزیونی «پرواز» با موضوع «حیات پس از مرگ» بود. او در عرصه تبلیغات هم تیزرهای بسیاری نوشته و کارگردانی کرده و عضو اتاق فکر آژانسهای تبلیغاتی مختلف و معتبری است.

## فیلم‌شناسی

### سینما

#### کارگردان
- پالایشگاه (۱۴۰۲)
- تک تیرانداز (۱۳۹۹)کارگردان دوم و مشاور اجرایی وسرپرست و پستولید
- آبادان یازده ۶۰ (۱۳۹۸)
- به وقت شام (۱۳۹۶) کارگردان دوم و سرپرست پستولید
- عقاب صحرا (۱۳۹۱)
- صدای پای من (۱۳۸۹)
- جای او دیگر خالی نیست (۱۳۸۴)
- آوای زمین (۱۳۸۴) (تله فیلم)

#### نویسنده
- پالایشگاه (۱۴۰۱)
- آبادان یازده ۶۰ (۱۳۹۸)
- صدای پای من (۱۳۸۹)
- جای او دیگر خالی نیست (۱۳۸۴)
- سرعت (۱۳۷۵)

#### تدوین
- به وقت شام (۱۳۹۶)
- شهر آشوب (۱۳۸۴)

### تلویزیون
- آچمز (۱۳۹۸)
- گشت پلیس (۱۳۹۷)
- غیرعلنی (۱۳۹۴)[۲]
- تا مدار ۱۰ درجه (فیلم تلویزیونی) (۱۳۹۴)[۳]
- شهر دقیانوس (۱۳۹۰)
- ذهن خاموش (۱۳۸۶)
- نیرنگ (۱۳۸۵)
- فرستاده (۱۳۸۱) (تدوینگر)
- نذر (فیلم تلویزیونی) (۱۳۸۱)[۴]
- گروه ویژه (۱۳۸۰)

## دربارهٔ او
بر اساس گفته خسرو سینایی در ابتدا کتاب/فیلمنامه عروس آتش اولین جرقه ایده این فیلم پس از دیدن فیلم کوتاه جنایت موجه ساخته مهرداد خوشبخت اتفاق افتاد. عروس آتش فیلمی است به کارگردانی خسرو سینایی در سال ۱۳۷۸. فیلم‌نامه آن را خسرو سینایی و حمید فرخ‌نژاد نوشتند و در جنوب ایران فیلمبرداری شد. عروس آتش جایزه‌های سینمایی بسیاری کسب کرد.
عروس آتش به سنت‌های عشیره‌ای در جنوب ایران، ازدواج اجباری و خودسوزی می‌پردازد که نام فیلم نیز برگرفته از همین صحنه است. این فیلم در سینمای داستانی طبقه‌بندی می‌شود.